# Aratinga labati
Il parrocchetto della Guadalupa (Aratinga labati Rothschild, 1905) era un uccello della famiglia degli Psittacidi.

## Descrizione
Come tutti i parrocchetti del genere Aratinga, era un pappagallo di piccola-media taglia (all'incirca 32 cm), dotato di lunga coda sfumata, cerchi intorno agli occhi privi di piume e di un largo e massiccio becco.
Noi conosciamo questa particolare specie endemica della Guadalupa dal Nouveau Voyage aux Isles de l'Amérique di Jean-Baptiste Labat del 1722, da cui l'uccello prende il nome specifico.
Egli scrisse: «Quelli della Guadalupa sono circa della grandezza di un merlo, completamente verdi, eccetto qualche piuma rossa piccola che hanno sul capo».
Precedentemente Du Tertre nella sua Histoire générale des Antilles habitées par les Français del 1667 aveva distinto i parrocchetti dalle ara e dai perroquets (amazzoni) dicendo: «Quelli che chiamiamo perriques sono i piccoli perroquets, verdi in tutto il corpo e della stessa grandezza di una gazza».